# Hieracium cruentifolium
Hieracium cruentifolium es una especie de planta con flor del género Hieracium, de la familia Asteraceae, orden Asterales.

## Distribución
Hieracium cruentifolium se distribuye por Suecia, Dinamarca, Alemania, Suiza, Austria e Italia.

## Taxonomía
Fue descrita científicamente por Dahlst. & Lübeck ex Dahlst. Fue publicada en  K. Svensk. Vet. Akad. Handl.